# Czermien
Czermien (ros. Чермен) – wieś w Rosji, w Osetii Północnej, w rejonie prigorodnym. W 2010 liczyła 8508 mieszkańców, głównie Inguszy.